# Шеду

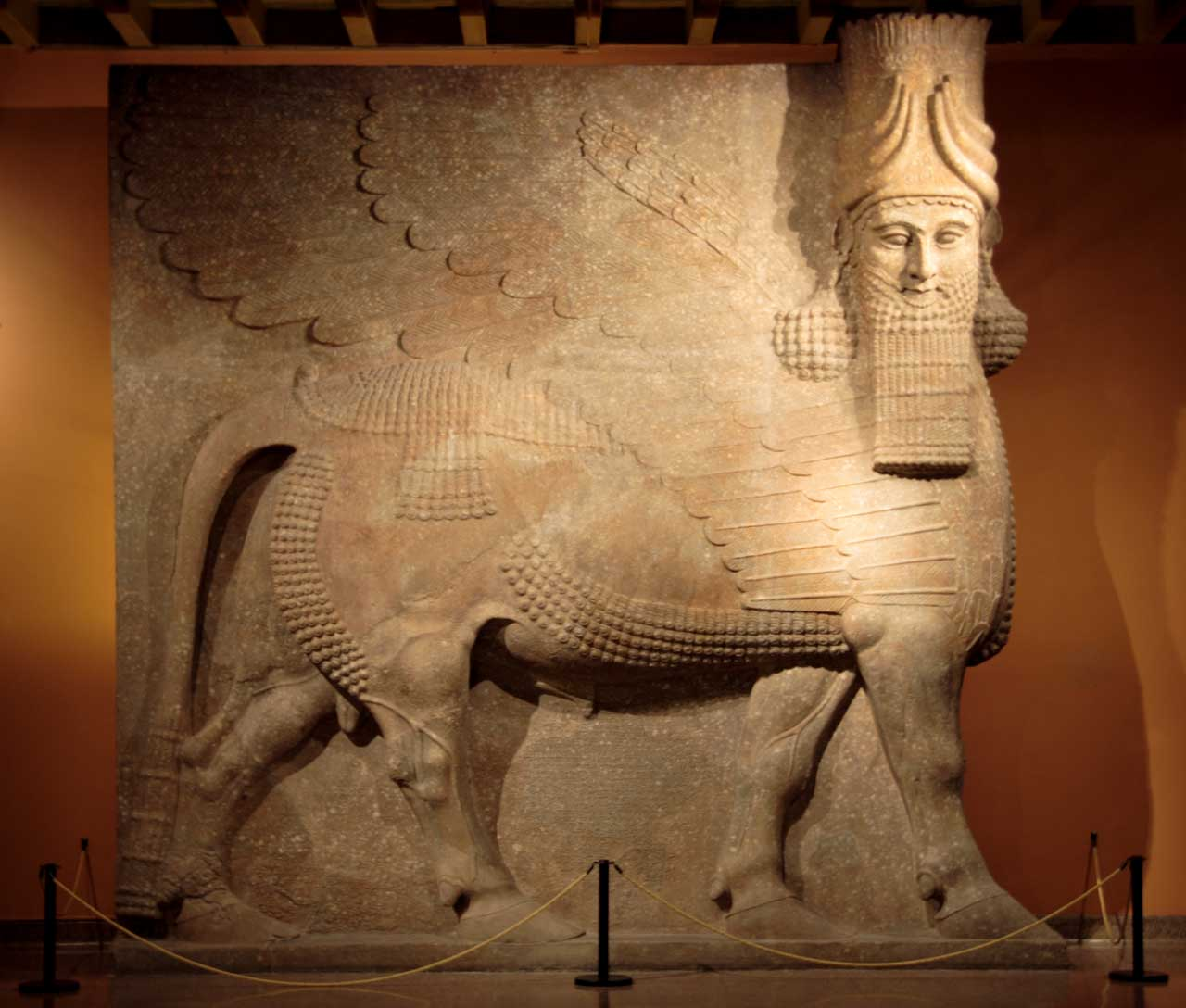
Крылатый человекобык из Дур-Шаррукина. Восточный институт Чикагского университета

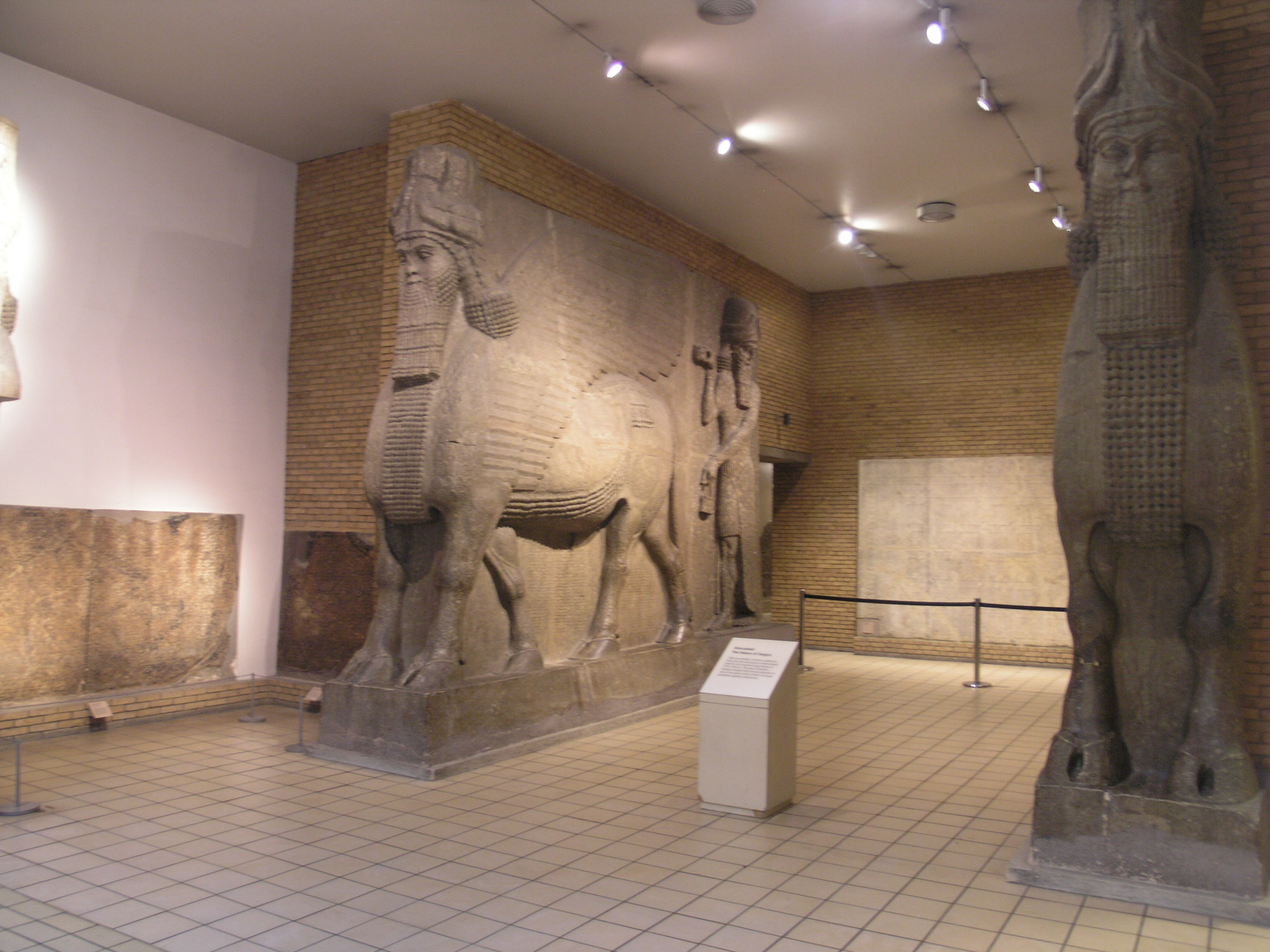
Крылатые быки Шеду из дворца Саргона II. Древняя Месопотамия. Британский музей, Лондон

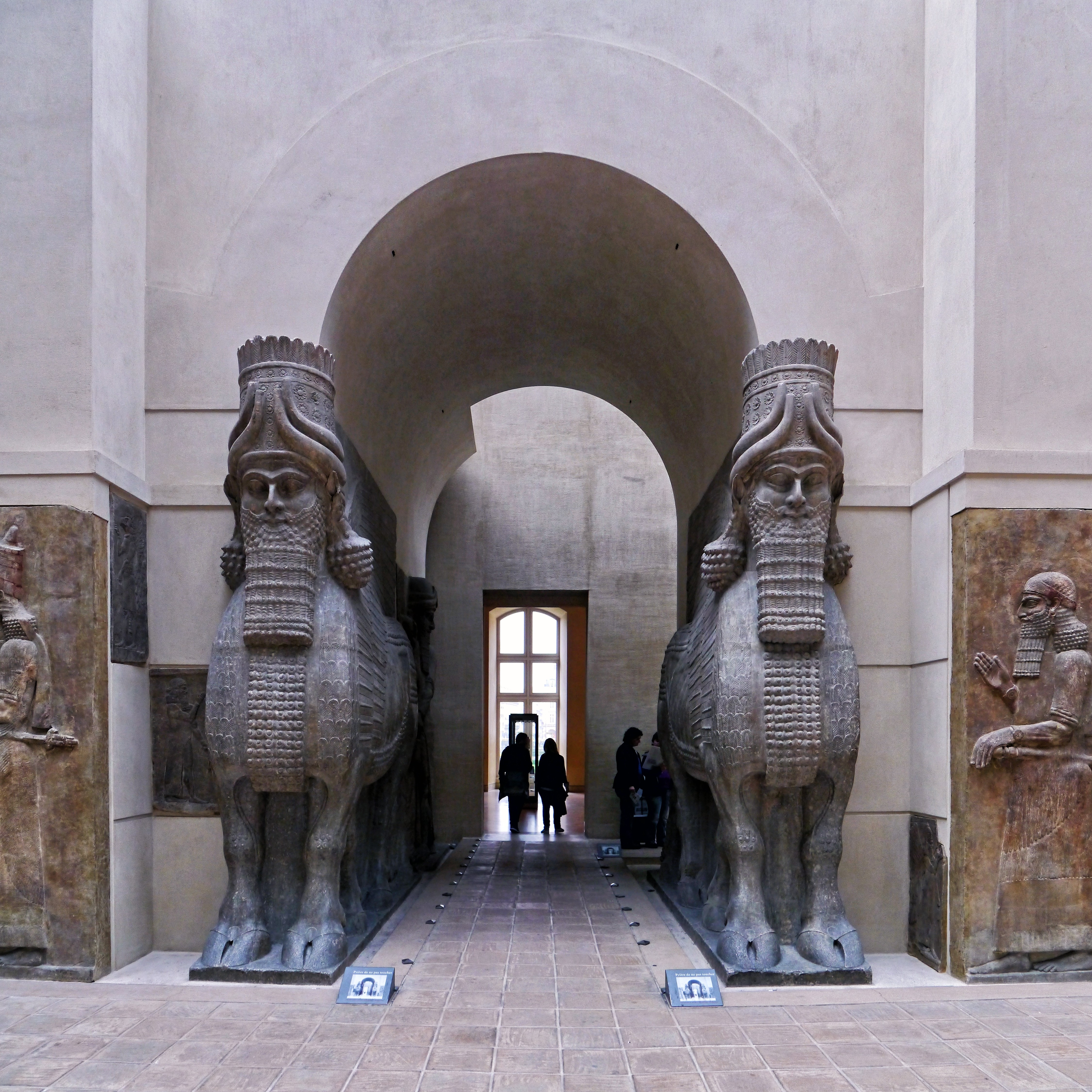
Шеду из Дур-Шаррукина в Лувре

Ше́ду в шумеро-аккадской мифологии — дух-хранитель человека, выражающий его индивидуальность. В сугубо мужской форме именовался шеду (по-аккадски) и алад (по-шумерски), в нейтральной (которая могла быть и женской) — ламма́су (по-аккадски) и ла́ма (по-шумерски). В искусстве изображался в виде существа с телом быка или льва, с орлиными крыльями и человеческой головой.

## История
Мотив крылатого животного с головой человека характерен для древнего искусства всего Ближнего Востока; впервые он встречается в находках из Эблы начала III тысячелетия до н. э. В новоассирийскую эпоху шеду получил повсеместное распространение по всей Ассирии: фигуры «человекобыка» охраняли все значительные государственные сооружения и въезды в города.
Изваяния грозных и высокомерных крылатых быков с надменными человеческими глазами, стоящих на страже у ворот гигантского дворца Саргона II в городе Дур-Шаррукине (ныне — Хорсабад в Ираке), имели магическую охранительную функцию. Пять ног крылатого чудовища создавали иллюзию движения согласно принципу симультанного изображения. Их пространственный образ складывается из двух последовательных проекций на массу каменного блока: спереди и сбоку. Пять ног крылатого чудовища создавали иллюзию движения, позволяя одновременно видеть его неподвижным анфас или идущим в профиль в зависимости от положения зрителя. Каменные чудовища из дворца Саргона II (весом в 21 тонну каждое) хранятся сейчас в Париже, в Лувре и в Британском музее в Лондоне.
Сохранившиеся крылатые шеду выставлены во многих музеях мира, таких как Лувр в Париже, Британский музей в Лондоне, Национальный музей Ирака в Багдаде, Метрополитен-музей в Нью-Йорке, Восточный институт Чикагского университета. Копии с фигур шеду в натуральную величину представлены в Государственном музее изобразительных искусств имени А. С. Пушкина в Москве.